# Father of the Pride
Father of the Pride američka je humoristična animirana serija, koja je nastala 2004. godine pod vodstvom Jeffreyja Katzenberga.

## Glasovi
- John Goodman - Larry
- Cheryl Hines - Kate
- Danielle Harris - Sierra
- Daryl Sabara - Hunter
- Carl Reiner - Sarmoti
- Orlando Jones - Snack
- Julian Holloway - Siegfried Fischbacher
- David Herman - Roy Horn
- John O'Hurley - Blake
- Wendie Malick - Victoria

## Vanjske poveznice
- Službena stranica  Arhivirana inačica izvorne stranice od 2. travnja 2004. (Wayback Machine)